# خوزه کاناس
خوزه کاناس (انگلیسی: José Cañas؛ زادهٔ ۲۷ مهٔ ۱۹۸۷) بازیکن فوتبال اهل اسپانیا است.
از باشگاه‌هایی که در آن بازی کرده‌است می‌توان به باشگاه فوتبال رئال بتیس، باشگاه فوتبال اسپانیول، و باشگاه فوتبال سوانزی سیتی اشاره کرد.